# Kiểm duyệt truyền thông Nhật Bản tại Hàn Quốc
Kiểm duyệt truyền thông Nhật Bản tại Hàn Quốc đề cập đến luật do chính phủ Hàn Quốc tạo ra để ngăn chặn việc nhập khẩu và phân phối truyền thông từ Nhật Bản. Luật này là một phản ứng đối với thời kỳ Triều Tiên thuộc Nhật trong nhiều thập kỷ, người Hàn Quốc không được quyền truy cập hợp pháp đối với truyền thông Nhật Bản đến thập niên 1990. Tính đến năm 2018, Hàn Quốc vẫn còn một số luật hạn chế phát sóng truyền thông Nhật Bản.

## Bối cảnh
Ngay sau khi kết thúc thời kỳ Triều Tiên thuộc Nhật vào ngày 15 tháng 8 năm 1945, Hàn Quốc ban hành 'luật trừng phạt hành vi chống quốc gia' (반민족행위처벌법) với các luật khác nhau trong nhiều thập kỷ nhằm hạn chế và phân phối đĩa ghi, video, CD, trò chơi từ nước ngoài. Trong khi luật không ghi rõ bất kỳ quốc gia cụ thể nào, mục đích của luật chủ yếu nhắm vào truyền thông 'văn hóa màu sắc' Nhật Bản. Sau thời kỳ Triều Tiên thuộc Nhật, Hàn Quốc cấm văn hóa đại chúng Nhật Bản bắt nguồn từ tâm lý bài Nhật tại Hàn Quốc và bảo vệ công nghiệp văn hóa Hàn Quốc.

## Sửa đổi luật
| Giai đoạn | Chính sách |
| --------- | --- |
| Lần 1     | Ngày 20 tháng 10 năm 1998, manga và ấn phẩm xuất bản khác được cấp phép nhập khẩu lần đầu tiên tại Hàn Quốc. Những bộ phim được sản xuất hợp tác Nhật-Hàn hoặc chiến thắng một giải Oscar hoặc giành được một giải thưởng tại một liên hoan phim quốc tế lớn (Cannes, Berlin, Venezia) được phép công chiếu tại rạp chiếu phim ở Hàn Quốc. Điện ảnh Nhật Bản được công chiếu tại rạp chiếu phim Hàn Quốc thời điểm đó gồm Kagemusha của Kurosawa Akira, Unagi của Imamura Shōhei, Hana-bi của Takeshi Kitano. Anime tiếp tục bị cấm. |
| Lần 2     | Tháng 9 năm 1999, âm nhạc Nhật Bản được cấp phép biểu diễn ở những địa điểm không quá 2000 chỗ ngồi, các bộ phim không phải hoạt hình mà giành được giải thưởng tại bất kỳ liên hoan phim quốc tế nào đều được phép trình chiếu. Bộ phim Love Letter của Iwai Shunji trở thành hiện tượng với giới trẻ Hàn Quốc, nhiều người Nhật đi du lịch tại Hàn Quốc bị sốc khi được hỏi thăm bằng câu hội thoại tiếng Nhật 'お元気ですか〜？ (bạn thế nào?)' trong phim. |
| Lần 3     | Ngày 27 tháng 6 năm 2000, giới hạn số lượng chỗ ngồi trong các buổi biểu diễn trực tiếp đã được xóa bỏ, các bộ phim hoạt hình chiếu rạp đã chiến thắng một hoặc nhiều giải thưởng điện ảnh quốc tế lớn được phép trình chiếu với điều kiện tất cả các phim phải có xếp hạng độ tuổi 12+ hoặc 15+. Những bộ phim này bây giờ cũng có thể được chiếu trên truyền hình cáp và truyền hình vệ tinh. Các video game trên máy tính hoặc trực tuyến hoặc phong cách arcade được phép bán; các sự kiện thể thao, chương trình tin tức và phim tài liệu được phép phát sóng trên truyền hình. CD và đĩa ghi âm nhạc không có lời bài hát tiếng Nhật như nhạc không lời hoặc bài hát thuộc ngôn ngữ khác được phép bán. |
| Lần 4     | Ngày 1 tháng 1 năm 2004, tất cả phim Nhật Bản được phép trình chiếu tại rạp chiếu phim, tất cả âm nhạc Nhật Bản và video game được phép bán lẻ. Đối với truyền hình vệ tinh và truyền hình cáp, chương trình hiện tại được phép phát sóng gồm: chương trình thông tin lối sống, chương trình giáo dục, âm nhạc Nhật Bản, phim điện ảnh Nhật Bản (đã chiếu tại rạp), phim truyền hình hợp tác sản xuất Nhật-Hàn hoặc có mức xếp hạng độ tuổi (7+, 12+, tất cả độ tuổi). Đối với truyền hình mặt đất, các chương trình được cấp phép gồm: chương trình thông tin lối sống, chương trình giáo dục, phim điện ảnh không phải hoạt hình của Nhật Bản (đã chiếu tại rạp), phim truyền hình hợp tác sản xuất Nhật-Hàn, phát sóng trực tiếp các buổi hòa nhạc của ca sĩ Nhật Bản tại Hàn Quốc và các ca sĩ Nhật Bản xuất hiện trên các chương trình Hàn Quốc. Ngày 9 tháng 6 năm 2004, Tokyo Esumujika hát bằng tiếng Nhật và tiếng Hàn tại Prime Concert trên truyền hình cáp Mnet của Hàn Quốc, đây là lần đầu tiên nghệ sĩ Nhật Bản hát tiếng Nhật trong một chương trình truyền hình âm nhạc tại Hàn Quốc. Ngày 10 tháng 9 năm 2010, SKE48 xuất hiện trong lễ trao giải phim truyền hình quốc tế Seoul và hát bằng tiếng Nhật được truyền hình trực tiếp lần đầu tiên trên truyền hình mặt đất Hàn Quốc. |

## Tàn tích luật
Phim truyền hình Nhật Bản và âm nhạc Nhật Bản vẫn bị cấm phát sóng trên truyền hình mặt đất tại Hàn Quốc. Ngày 23 tháng 2 năm 2011, Bộ trưởng Bộ Văn hóa, Thể thao và Du lịch Choung Byoung-gug thông báo rằng có thể xem xét xóa bỏ lệnh cấm trong tương lai. Tháng 8 năm 2011, một bài hát đơn tiếng Nhật được phát tại Hàn Quốc với vai trò là một phần của một chương trình thử nghiệm. Năm 2014, bài hát tiếng Hàn Uh-ee của ban nhạc Hàn Quốc Crayon Pop bị đài KBS cấm phát sóng vì có từ tiếng Nhật pikapika trong lời bài hát. Năm 2018, nhóm nhạc nữ IZ*ONE có các bài hát có tiếng Nhật được đánh giá 'không đủ điều kiện phát sóng' trên truyền hình mặt đất Hàn Quốc vì ' không thể phát sóng thứ gì đó mạnh về màu sắc Nhật Bản', Fuji News Network nhận xét 'sự ghê tởm đối với văn hóa Nhật Bản [tại Hàn Quốc] vẫn còn tàn tích mạnh mẽ'.